# 山鹿温泉
山鹿温泉（やまがおんせん）は、熊本県山鹿市（旧国肥後国）にある温泉。毎年8月に催される「山鹿灯籠まつり」で知られる。共同湯（公衆浴場）としてさくら湯がある。

## 泉質
- アルカリ性単純温泉

非常に滑らかで美肌効果があるといわれる。

## 温泉街

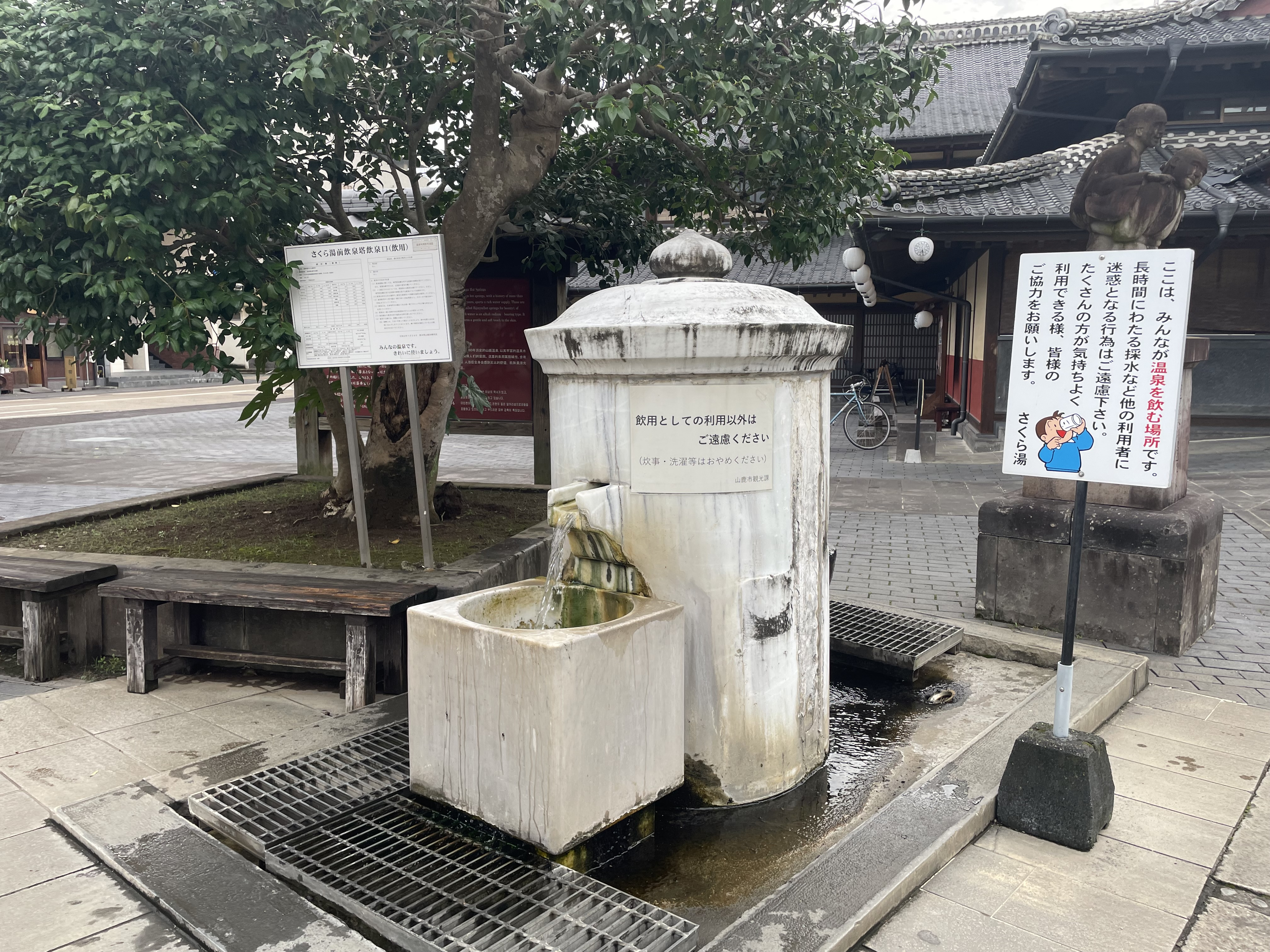
飲泉設備

旅館やホテルは約20軒であり、熊本県有数の規模を持つ。また、歴史の古い温泉街として風情を強調しており、明治時代には道後温泉を倣って温泉街を作ったといわれる。市街地の中にありながら、露天風呂や浴室に工夫が凝らされており、情緒豊かである。湯量も多く、「あし湯」、共同浴場のほか温泉プール（現存しない）などが設けられた。旧豊前街道には1910年（明治45年）竣工の芝居小屋である八千代座がある。

### 共同湯
共同湯としてさくら湯がある。元々は道後温泉本館を建てた棟梁を招いて建築された。
1973年（昭和48年）の再開発によってプラザファイブビルに入り、旧館の破風のみが保存された。内部は近代的で一見プール状になっていたが、ライオンの注ぎ口から流れ出る湯は山鹿温泉の特徴であるなめらかさを十分に保っていた。

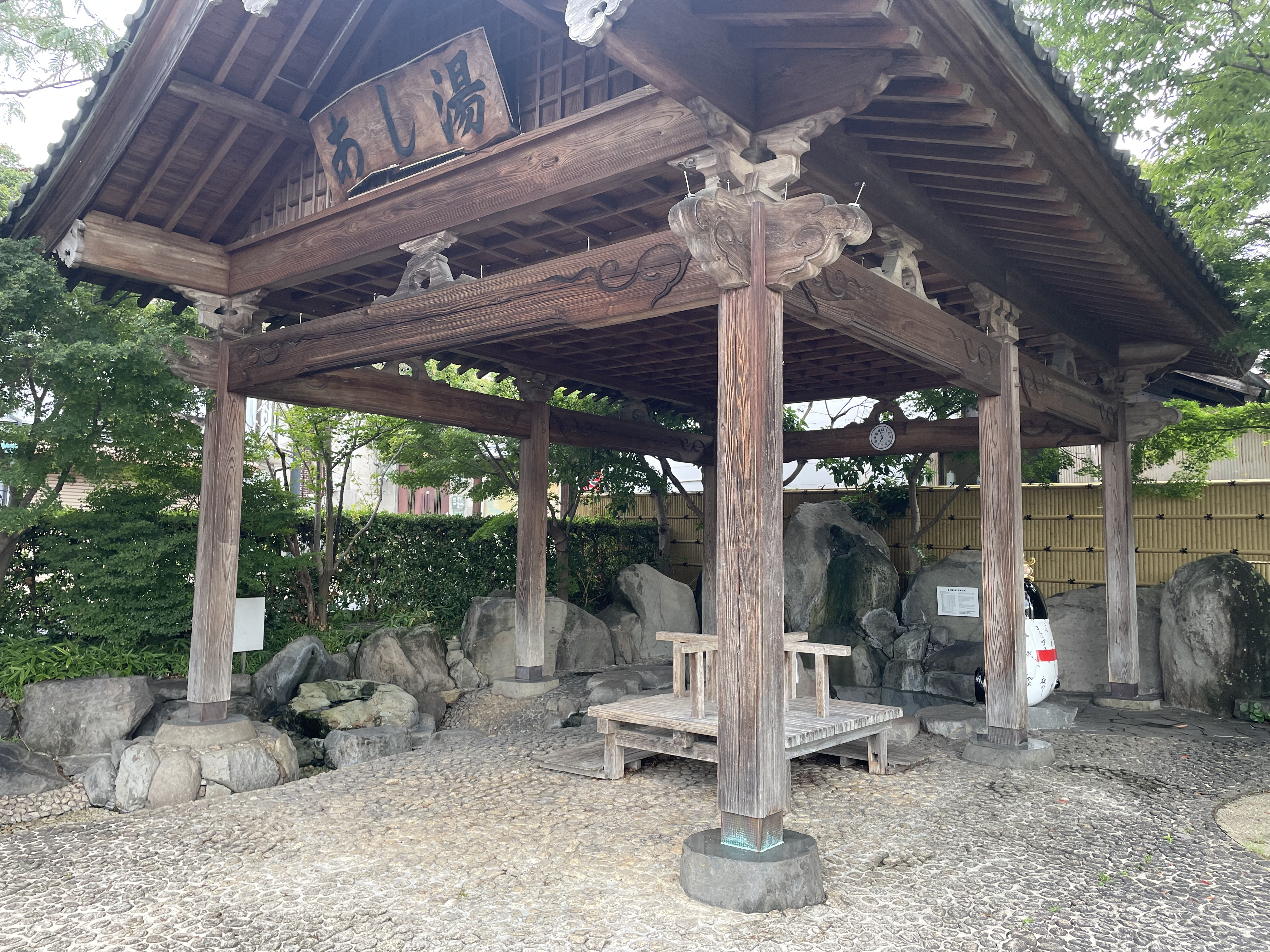
「あし湯」

2011年（平成23年）7月にはプラザファイブビルの再開発工事が着工され、2012年（平成24年）10月に和風建築の復元工事が完成した。主として近隣住民が利用している。旧施設の入口前に飲泉設備があり、24時間飲用可能な湯が出ている。

## 歴史

### 起源
古くは、平安時代の辞書『倭名類聚抄』に引く「山鹿郡」に「温泉（ユ）」の地名記載がある。
山鹿の温泉は熊本県内で最も歴史のある温泉地の一つと言われ、その起源についてはいくつかの伝説が残されている。一説に、保元の乱で京都から敗走した宇野親治が山狩りをしていたところ、渓谷に鹿が群れ臥しているのを見て、この温泉を発見したとされる。「山鹿」の名もこの開湯伝説に因むという。また、菊池則隆の次男政隆の末裔にして山鹿素行の祖先・豪族山鹿太郎重光が治承3年にこの地に民を移住させ、浴槽を設けて入浴の便を図った。以来、移り住む者が増えて山鹿の町が出来たとも伝える。

### 近世
宿場町としても繁栄した江戸時代には「山鹿千軒たらい無し」と謳われるほど賑わった。宇野親治が鹿を発見した場所に城主の湯屋が設けられ、御前湯が置かれた。

### 近現代
1923年（大正12年）には鹿本鉄道（後の山鹿温泉鉄道）が開業し、山鹿温泉の最寄駅として山鹿駅があったが、水害によって1960年（昭和35年）に廃線となった。
2006年（平成18年）11月には、菊池川流域の玉名温泉、菊池温泉、植木温泉の3温泉地とともに「菊池川温泉郷づくり協議会」を発足させ、「菊池川温泉郷」ブランド化を目指して共通商品や広域観光ルートの開発などに取り組んでいくことになった。

## アクセス
- 熊本桜町バスターミナル、玉名駅、新玉名駅のいずれかから九州産交バス山鹿温泉ゆきに乗車し「山鹿温泉（八千代座入口）」下車。
- 九州自動車道植木インターチェンジから12㎞、菊水インターチェンジから9.5㎞。

## 周辺施設
- 山鹿灯籠民芸館
- 八千代座
- さくら湯